# Christopher Connelly
Christopher Connelly (Wichita, 8 settembre 1941 – Burbank, 7 dicembre 1988) è stato un attore statunitense.

## Biografia
È noto in Italia per aver interpretato negli anni ottanta alcuni b-movie, con registi come Enzo G. Castellari o Ruggero Deodato. Ha inoltre partecipato alla serie televisiva Paper Moon. È morto all'età di 47 anni per un cancro ai polmoni.

## Filmografia parziale

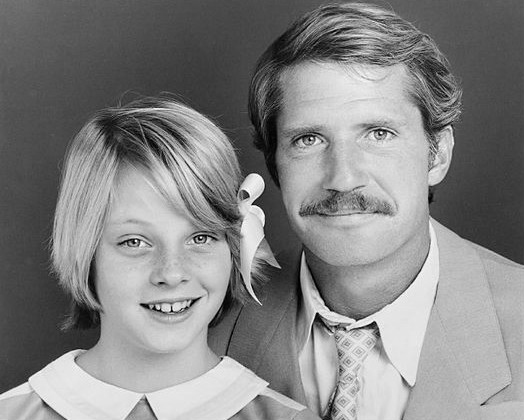
Connelly insieme a una giovane Jodie Foster in uno scatto fuori scena della serie TV Paper Moon (1974)

### Cinema
- Chi ha ucciso Jenny? (They Only Kill Their Masters), regia di James Goldstone (1972)
- Beniamino (Benji), regia di Joe Camp (1974)
- Il principe Thorvald (The Norseman), regia di Charles B. Pierce (1978)
- Prigionieri della Terra (Earthbound), regia di James L. Conway (1981)
- American Blue Jeans (Liar's Moon), regia di David Fisher (1982)
- Manhattan Baby, regia di Lucio Fulci (1982)
- 1990 - I guerrieri del Bronx, regia di Enzo G. Castellari (1982)
- I predatori di Atlantide, regia di Ruggero Deodato (1983)
- La leggenda del rubino malese, regia di Antonio Margheriti (1985)
- Fox Trap, regia di Fred Williamson (1986)
- Le miniere del Kilimangiaro, regia di Mino Guerrini (1986)
- Cobra Mission, regia di Fabrizio De Angelis (1986)
- The Messenger, regia di Fred Williamson (1986)
- Strike Commando, regia di Bruno Mattei (1987)
- Django 2 - Il grande ritorno, regia di Nello Rossati (1987)
- La notte degli squali, regia di Tonino Ricci (1987)

### Televisione
- The Lieutenant – serie TV, episodi 1x03-1x27 (1963-1964)
- Peyton Place – soap opera, 490 puntate (1964-1969)
- Bonanza – serie TV, episodio 11x18 (1970)
- Paper Moon – serie TV, 13 episodi (1974)
- Quincy (Quincy, M.E.) – serie TV, episodio 2x12 (1977)
- Fantasilandia (Fantasy Island) – serie TV, 4 episodi (1978)
- Martin Eden, regia di Giacomo Battiato – miniserie TV (1979)
- Airwolf – serie TV, episodi 1x07, 2x08 (1984)
- Hollywood Beat – serie TV, episodio 1x14 (1985)

## Doppiatori italiani
- Pino Colizzi in Manhattan Baby
- Massimo Lodolo in Supercopter
- Romano Malaspina in Cobra Mission
- Sergio Di Stefano in Django 2 - Il grande ritorno
- Stefano Satta Flores in Martin Eden